# Antonio Vangelli
Antonio Vangelli (Roma, 23 febbraio 1917 – Roma, 14 dicembre 2003) è stato un pittore italiano.

## Biografia
Antonio Vangelli De Cresci nasce a Roma (nel 1915 secondo l’archivio della Quadriennale di Roma) e sotto la guida del padre e dei fratelli, incomincia nel 1938 il suo percorso nella pittura. Artisticamente matura all'interno della "Scuola romana"  a partire dal 1943 insieme ai pittori Giulio Turcato ed Emilio Vedova. Con essi condivide frequentazioni nella Roma degli anni quaranta del Novecento come quelle con Giuseppe Ungaretti, Leonardo Sinisgalli, Cesare Zavattini, Giorgio Caproni e Carlo Betocchi. Frequenta i maggiori artisti del tempo: pittori tra cui Pericle Fazzini, Orfeo Tamburi, Toti Scialoja e Renato Guttuso. Negli anni della II guerra mondiale partecipa alla resistenza romana come fiancheggiatore insieme a Giulio Turcato, Mimmo Spadini, Giovanni Omiccioli, Domenico Purificato ed altri.  La sua attività espositiva ha inizio nel 1943 con la partecipazione alla IV Quadriennale d'Arte Nazionale, nella linea artistica dei pittori figurativi, con l’opera titolata “Bozzetto“. Nel 1948 è tra gli espositori della V Quadriennale di Roma con l’opera dal titolo “Paesaggio”, mentre, alla IX Quadriennale di Roma, inaugurata il 20 novembre 1965, espone l'opera titolata “Rapsodia n. 8 in rosso”. Nello stesso anno, presso la galleria "La Saletta" di Frosinone, Antonio Vangelli partecipa ad una mostra collettiva con Vincenzo Ciardo, Antonio Enotrio, Giulio Turcato, Michele Rosa, Pier Carlo Pantieri e Mario Russo.

Nel 1960 fu invitato alla “11ª edizione del premio Avezzano-rassegna nazionale delle Arti Figurative” ad Avezzano (AQ), insieme a R. Brindisi, S. Cavallo, G. Ceracchini, V. Ciardo, E. Fantuzzi, C. Levi, G. Omiccioli, M. Rosa, G. Strachota, F. Trombadori ed altri.
Dal 1945 al 1950 abbandona i paesaggi romani per spostarsi su paesaggi industriali e soggetti quali “ferrovie, strade di periferia, complessi industriali del gas, porti fluviali, gazometri, fabbriche d’ogni genere, e ponti ferroviari”, con cromatismi che attingono alle “sonorità di un blu intenso o di un rosso cupo sulle masse brune o nere…”.
Negli anni 1950-1952 le opere di Vangelli presentano campi, scene e personaggi del circo. Il 1955-1965 è il periodo in cui si interessa particolarmente alla serie di opere sulla Torre di Babele, le galassie e l’atomica.

Muore a Roma il 14 dicembre del 2003 e riposa nel cimitero di San Mariano PG nella tomba della famiglia Fulli-Gentile.

## Attività espositive
Tra le tante si annovera la sua partecipazione nel 1943 alla IV Quadriennale d'Arte Nazionale presso il Palazzo delle Esposizioni di Roma. Nel 1948 è presente alla V Quadriennale della Galleria Nazionale d'Arte Moderna di Roma per la “Rassegna Nazionale di Arti figurative”. Nel 1953, espone a Roma presso Palazzo Venezia al Premio Marzotto. Nel 1961 espone alla Galleria “Le jardin des arts” di Roma, mentre nel 1965 è presente alla IX Quadriennale Nazionale d'Arte di Roma presso il Palazzo delle Esposizioni.

## Citazioni critiche
“La sua storia non gli appartiene ed è incapace di subire i riflussi della memoria” (Enzo Nasso - artista, scrittore e poeta del gruppo romano di Mimmo Rotella, oltre che amico da oltre sessant’anni)
“La pittura di Antonio Vangelli, recentemente scomparso dopo una lunga e operosa fedeltà all’arte durata molto oltre il mezzo secolo di attività, mi è sempre parsa toccata da questo particolare stato di grazia: una perenne ricerca dell’accordo visivo e musicale tra segno e colore, tra note squillanti e più riposanti tratti pacati, tra fremiti nervosi del gesto pittorico e grandi campiture quiete e serene.” (E. De Albentiis).
Hanno scritto di lui, tra gli altri: Vito Apuleio, Fortunato Bellonzi, Toni Bonavita, Renato Civello, Michele Calabrese, Nicola Ciarletta, Raffaele De Grada, Duilio Morosini, Giuseppe Marotta, Dario Micacchi, Robertomaria Siena, Antonello Trombadori, Emilio Villa, Marcello Venturoli, Piero Girace.